# Jean-Marie Tjibaou
Jean-Marie Tjibaou (Hienghène, 30 gennaio 1936 – Ouvéa, 4 maggio 1989) è stato un politico e attivista francese della Nuova Caledonia.

## Biografia

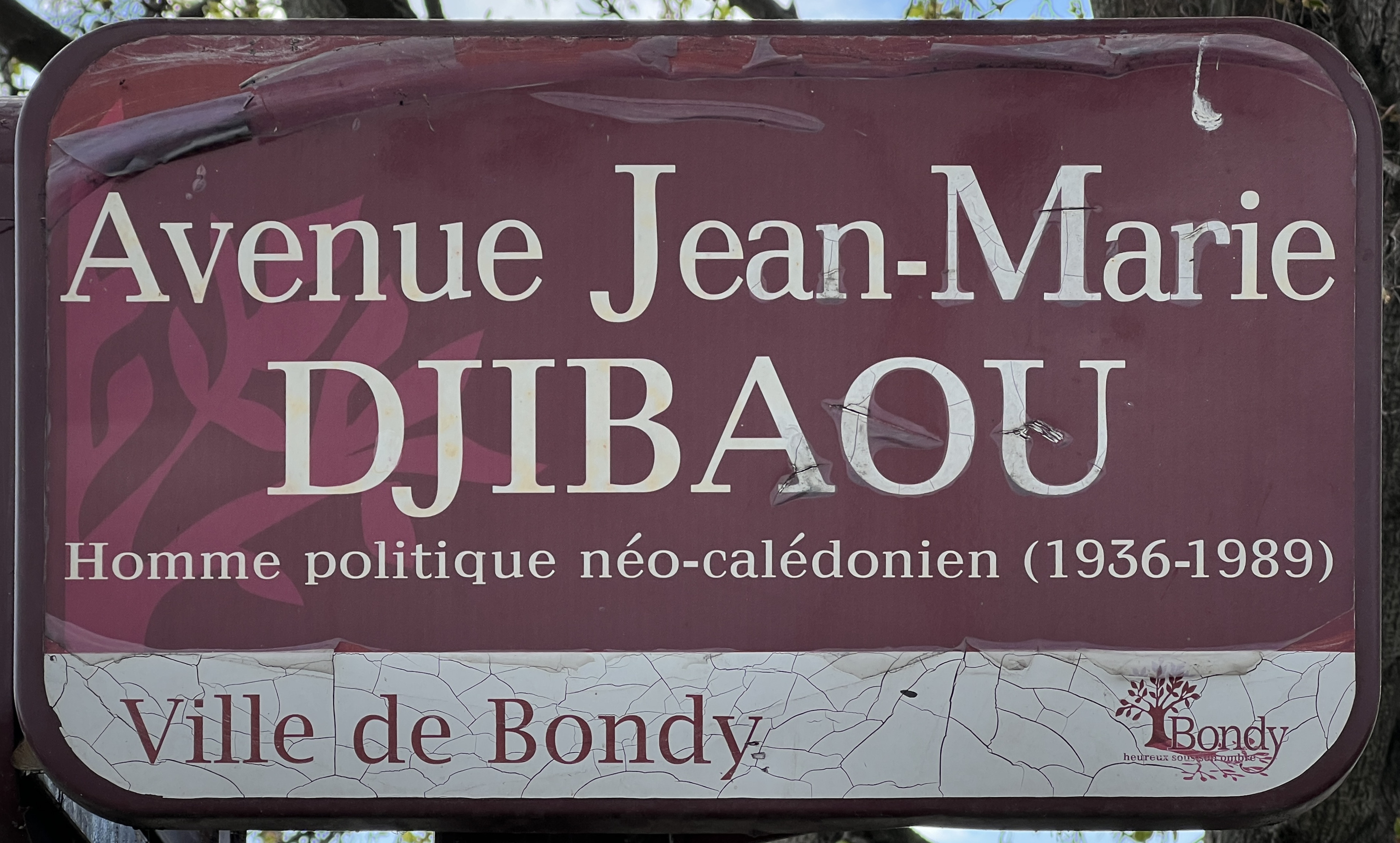
Una via dedicata a Jean Marie Tjibaou

Figlio maggiore di Wenceslas Tii Tjibaou, capo della tribù dei Tiendaniti e insegnante di educazione cattolica, Jean-Marie fu affidato all'età di sei anni alla missione marista di Waré, a Hienghène. Orientato all'impegno religioso, entrò nel seminario minore di Canala nel 1945 all'età di nove anni; proseguì gli studi presso il seminario maggiore di Païta e svolse il noviziato con i piccoli fratelli indigeni dell'Isola dei Pini fino al 1955. Ordinato sacerdote nel 1965, fu prima inviato a Bourail come cappellano della base militare, poi nominato vicario nella cattedrale di Saint-Joseph a Nouméa nel 1966. In quel periodo fu introdotto ai problemi politici da padre Jacob Kapéta, primo vicario della cattedrale e cappellano dell'Unione Caledoniana (UC), poi principale forza politica dell'arcipelago dalla sua creazione nel 1953.
Lasciò il paese nel 1968 per seguire i corsi presso l'Istituto di sociologia della Università cattolica di Lione, poi di etnologia presso la Scuola pratica di studi avanzati nel 1970. La morte del padre nel 1970 lo spinse a interrompere gli studi e tornare in Nuova Caledonia. Abbandonò poi la vocazione religiosa, chiedendo e ottenendo nel 1971 la riduzione allo stato laicale, per intraprendere la carriera di attivista. Ancora credente, riteneva infatti che “è impossibile per un sacerdote in questo territorio prendere posizione, ad esempio, a favore della restituzione della terra al popolo Kanak." 
Nel 1971 entrò nell'amministrazione territoriale, dove conobbe la futura moglie Marie-Claude Wetta da cui ebbe sei figli. Nel 1975 organizzò a Nouméa l'evento Melanesia 2000, che riunì rappresentanti di quasi tutte le aree tradizionali della Nuova Caledonia e risvegliò un senso di dignità tra i Kanak. 
Nel 1973 entrò a far parte dell'Unione dei nativi caledoniani Friends of Freedom in Order (UICALO), organizzazione di melanesiani di ispirazione cattolica all'interno della UC. Eletto per la prima volta nel 1977 sindaco di Hienghène con una lista chiaramente indipendentista, chiamata Maxha Hienghen, o Alza la testa, in contrasto con il sindaco gollista uscente, diventò vicepresidente dell'Unione Caledoniana, proprio nel momento in cui il movimento, fino ad allora autonomista, si era ufficialmente schierato a favore dell'indipendenza. Infine, nel settembre successivo diventò per la prima volta consigliere territoriale, a capo della lista del suo partito nella circoscrizione orientale.
Nel giugno 1979, alla vigilia delle nuove elezioni territoriali, crea una coalizione di tutte le forze separatiste denominata Fronte dell'Indipendenza (FI). I separatisti sono secondi con il 34,43% dei voti e 14 seggi su 36. Il 18 giugno 1982, grazie a un cambio di maggioranza nell'Assemblea Territoriale, i centristi autonomisti della Federation for a New Caledonian Society (FNSC) ritirano il loro sostegno alla RPCR e si alleano con FI: Jean-Marie Tjibaou diventa vicepresidente (e quindi effettivo capo) del Consiglio di governo della Nuova Caledonia, responsabile della pianificazione, delle finanze, del bilancio, della funzione pubblica, delle miniere e dell'energia, nonché dei rapporti con l'Assemblea territoriale, i parlamentari del territorio e la Commissione del Pacifico meridionale (SPC). Il Segretario di Stato per i Dipartimenti e regioni d'oltremare, Georges Lemoine, è costretto a riconoscere ai Kanak il loro "diritto innato e attivo all'indipendenza" mentre Jean-Marie Tjibaou chiede l'organizzazione di un referendum di autodeterminazione in cui solo i Kanaks possano partecipare al ballottaggio. Queste condizioni portano al rifiuto delle conclusioni della tavola rotonda da parte del RPCR. 
La mobilitazione contro le deboli concessioni di Lemoine è il punto di partenza di quelli che verranno chiamati The Events, un periodo di violenti conflitti politici, sociali ma anche etnici che mette la Nuova Caledonia sull'orlo di una guerra civile. Il 1º dicembre 1984, nel corso del 1º Congresso della FLNKS a Mont-Dore, è istituito un governo provvisorio Kanaky con presidente Tjibaou: un vero e proprio governo semi-clandestino, con le sue istituzioni e i suoi simboli, tra cui la bandiera adottata dai separatisti come emblema nazionale, denominata "Kanaky Flag". 
Il 5 dicembre 1984, sulla strada che porta al municipio di Hienghène, da dove erano tornati da una riunione locale, dieci Kanak, tra cui due dei fratelli di Tjibaou, sono assassinati da Caldoches (Neocaledoniani di origine europea) in un'imboscata. È l'inizio di una serie di disordini e di attività diplomatiche che portano, il 2 dicembre 1986, alla risoluzione 41/41 dell'Assemblea Generale delle Nazioni Unite (con una maggioranza di 3/5 dei suoi componenti) che afferma "il diritto inalienabile del popolo della Nuova Caledonia all'autodeterminazione e indipendenza” e porta ad iscrivere l'arcipelago nella lista dei territori non autonomi secondo l'ONU. Tjibaou, il 18 ottobre 1987, presenta quindi all'ONU un progetto di costituzione "Kanaky".
Dopo una nuova esplosione di violenza al di fuori del controllo dei leader dei due campi, culminata con l'assalto di una gendarmeria e la presa di ostaggi ad Ouvéa e il conseguente massacro il 5 maggio dei rapitori da parte delle forze francesi, Jean-Marie Tjibaou firma il 26 giugno 1988 con Jacques Lafleur e il primo ministro Michel Rocard gli accordi di Matignon, che prevedono un referendum sull'indipendenza dopo dieci anni e portano la pace dopo quattro anni di guerra civile. 
Proprio nell'anniversario del massacro, Il 4 maggio 1989, sull'isola di Ouvea, Jean-Marie Tjibaou e il suo segretario generale, Yeiwene Yeiwene sono assassinati da Djubelly Wea, un ex pastore ed ex attivista FULK, che li riteneva responsabili di aver firmato gli accordi di Matignon.

## Cultura di massa
Previsto negli accordi di Matignon, un centro per la cultura Kanak è stato costruito tra il 1995 e il 1998 dall'architetto Renzo Piano su una penisola alla periferia di Nouméa e dedicato a Jean-Marie Tjibaou, la cui statua domina il sito del Centro.